# 母衣

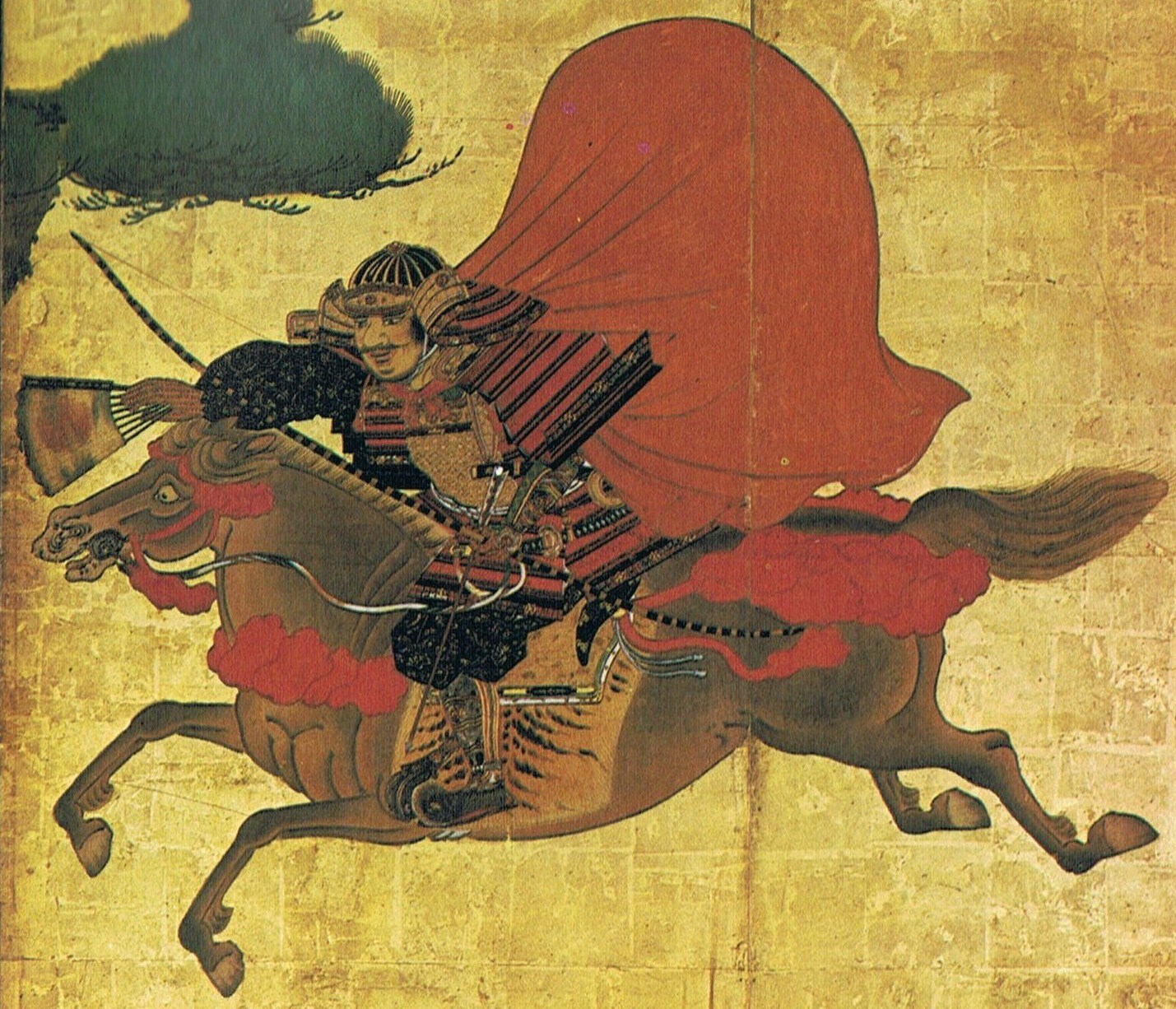
平敦盛を呼び止める熊谷直実。その背中に大きな赤い母衣を負う。永青文庫蔵「一の谷合戦図屏風」より。

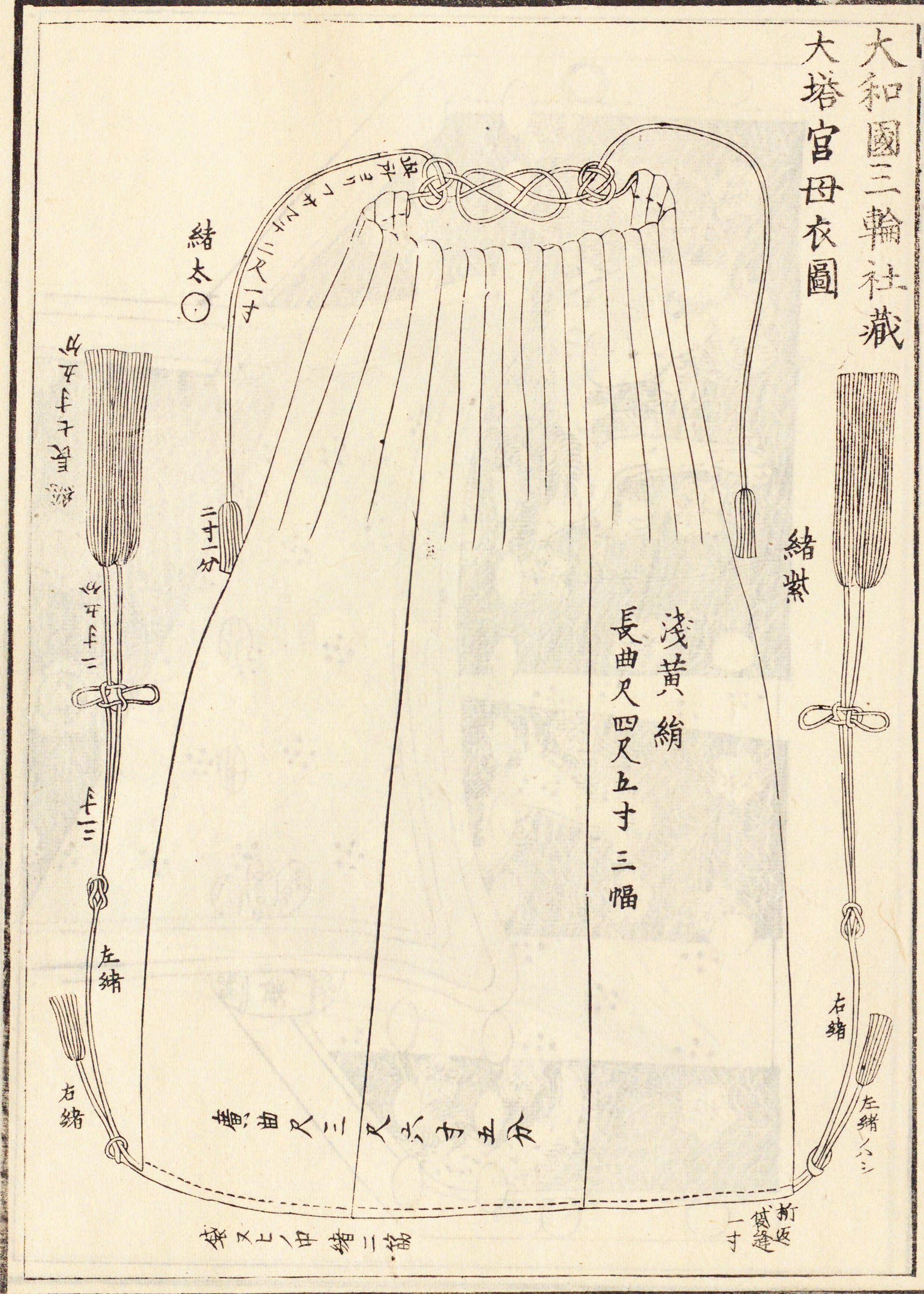
『集古十種』より大和國三輪社藏大塔宮母衣圖。

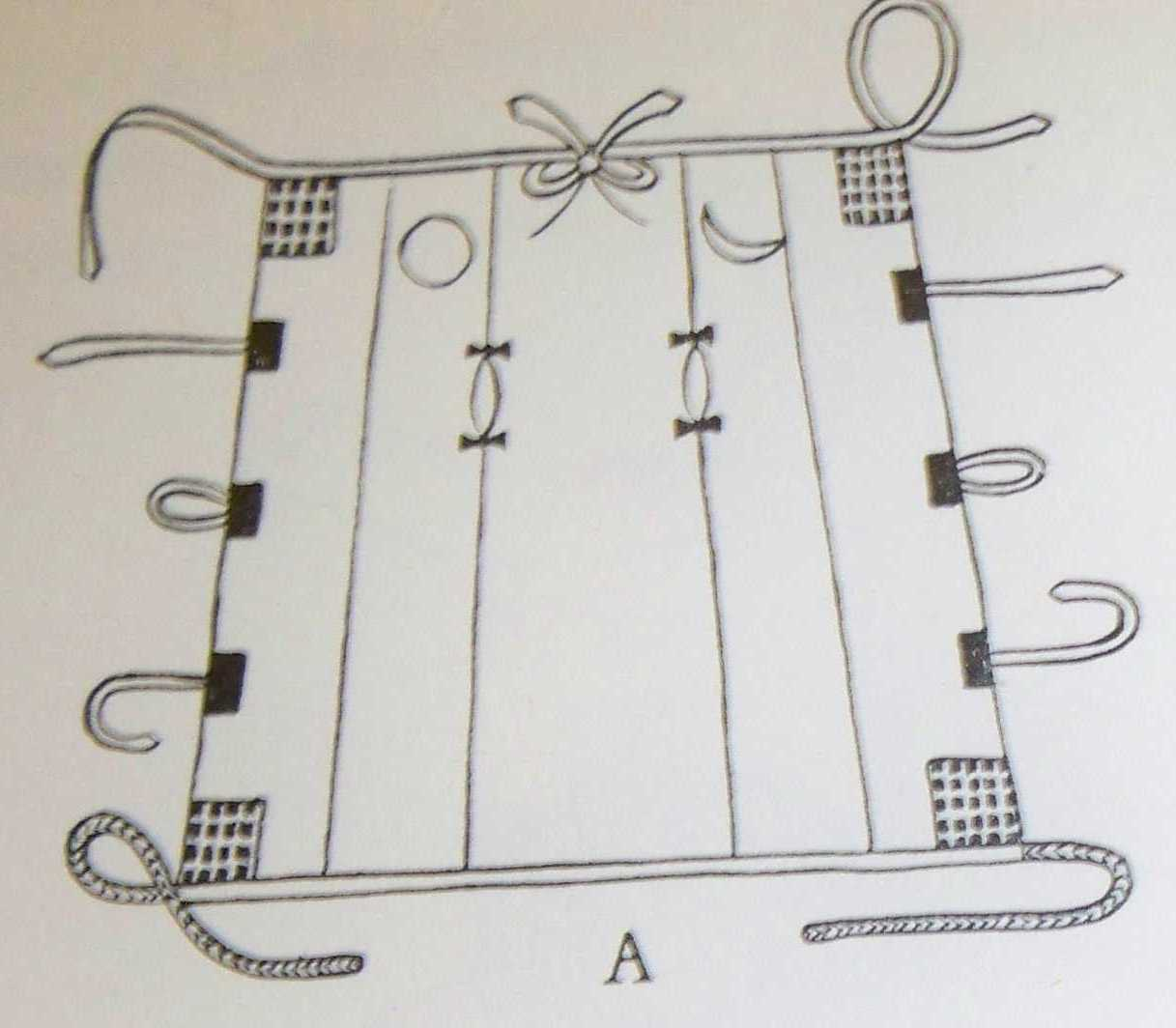
母衣に使われた布

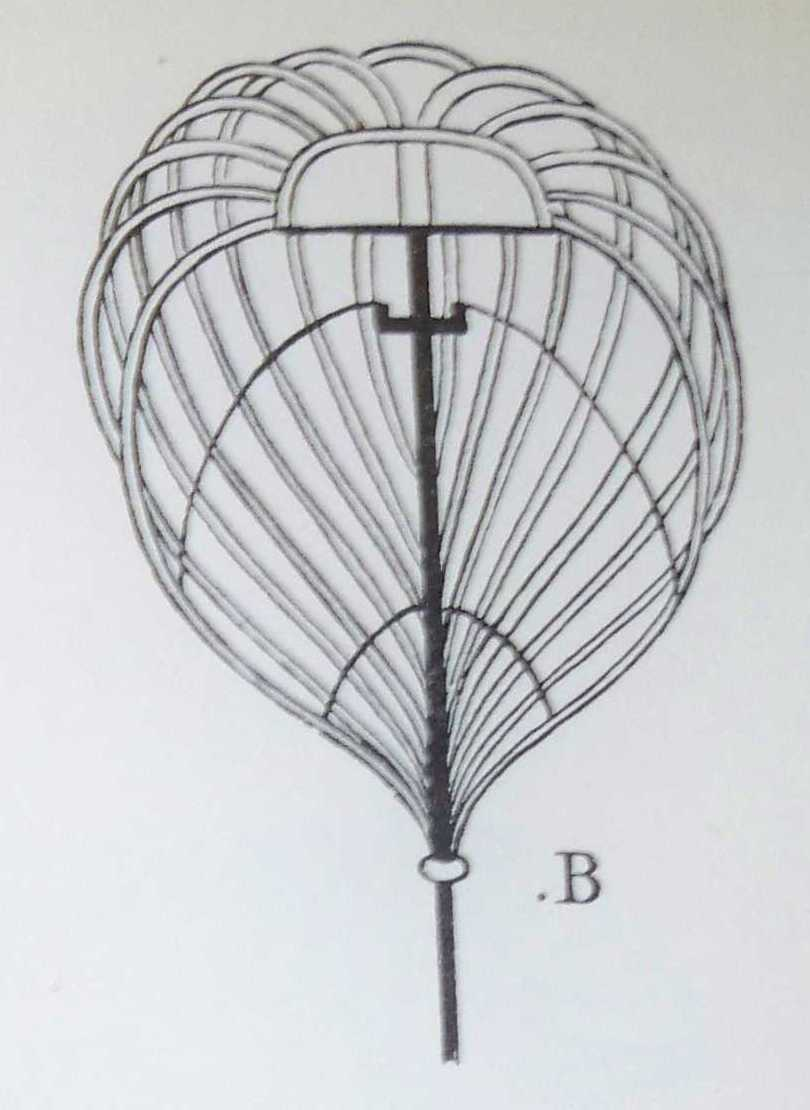
室町時代には膨らませるための籠も使われた

母衣（ほろ）は、日本の武士の道具の1つ。矢や石などから防御するための甲冑の補助武具で、兜や鎧の背に巾広の絹布をつけて風で膨らませるもので、後には旗指物の一種ともなった。ホロは「幌」「保侶（保呂）」「母蘆」「袰」とも書く。

## 概説
母衣は古くからあり、後には武士の「七つ道具」の一つとされたほど由緒ある道具である。古代の母衣は鎧の上から全身を覆う保呂衣（ほろぎぬ）という戦袍（せんぽう）であり、防寒のためだったとする説もある。それが平安時代末から鎌倉時代になると、母衣は懸保呂（かけぼろ）となった。縦に縫い合わせた長い絹布（5尺8寸、5幅ほど）を、首、冑、手の甲などに紐で結びつけて、それが風をはらんでふくらむことで、後方からの弓矢や石を防ぐ役割を果たした。また前方に対しても母衣を頭から被って矢を防いだとする説もある。日本においては古代から中世まで長らく弓を主武器とする戦闘法が用いられており、隙間の多い大鎧をまとって馬を駆る当時の武士には適していたのであろう。
しかし（日本独自に様式化された）騎馬戦闘が廃れ、南北朝時代（室町時代）頃から集団戦に移行したことで、古式の母衣は実用性が低下し、見栄えが重視されるようになった。内部に鯨のひげや竹などで作った骨（母衣骨、母衣籠）を入れて常にふくらんだ形状を維持できるように変化して、前には「だし（山車）」というものを立て、串をもって鎧の後ろに挿して、敵味方に自分の存在を示す標識ともなる差物（さしもの）の一種となった。保呂指物（または提灯保呂）は、大きさも大型化し、10メートルを超えるような巨大な布が棚引くものもあった。戦国時代に鉄砲が伝来すると補助防具としての実用性は失われたが、大将側近の近習や使番だけが着用を許される名誉の装飾具となった。（母衣衆）
新井白石の『本朝軍器考』では「母衣」という表記はその形状と用途から妊婦の胞衣になぞらえたものであるという説を載せているが、民俗学者南方熊楠は、中国古典より「羽衣」の字を写し間違えたという説を主張していた。

## 歴史

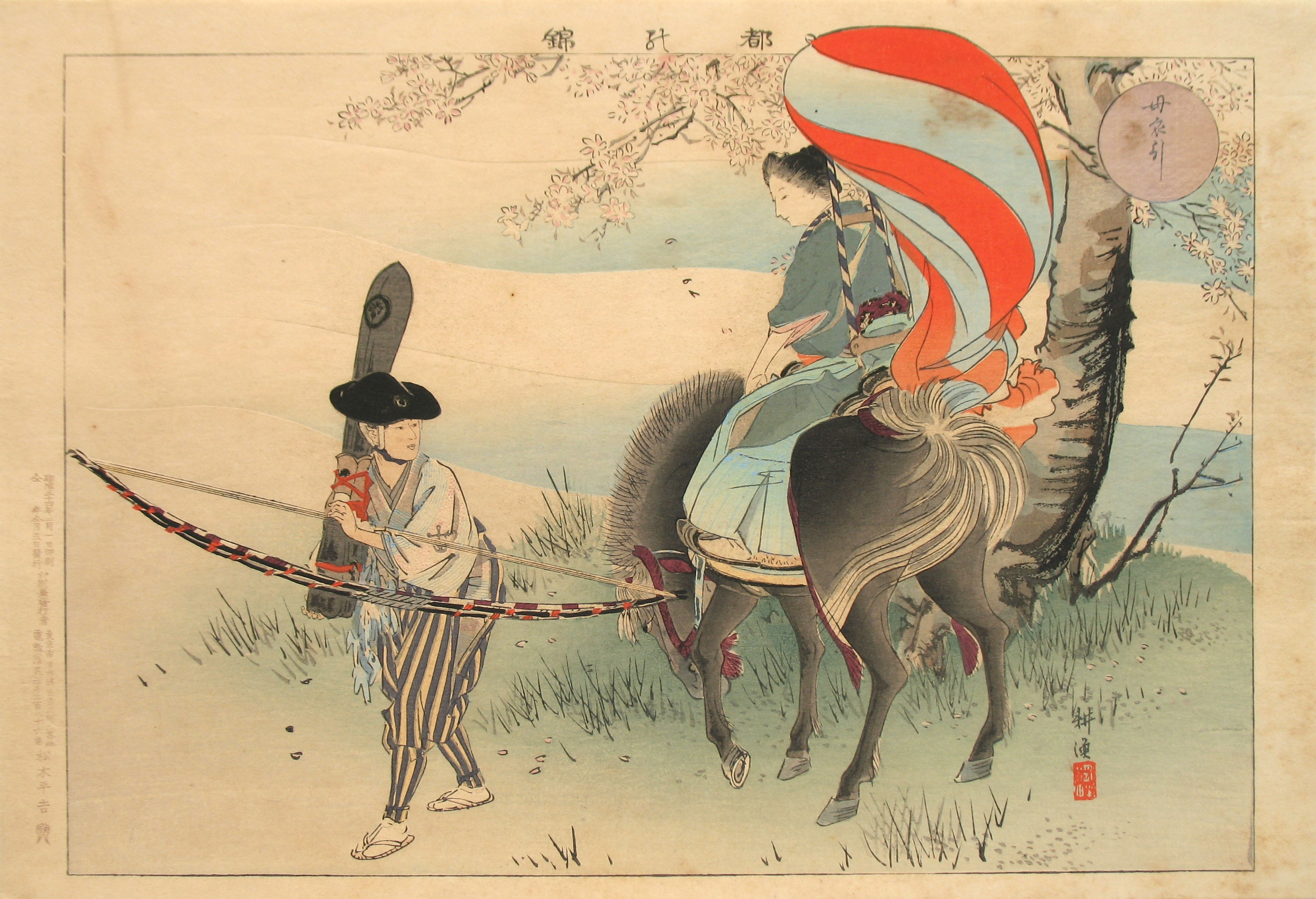
母衣引（月岡耕漁作）

『日本三代実録』の貞観12年（870年）3月16日の条には、小野春風が甲冑の薄さを補うために大量の「保侶」を朝廷に乞うたという記事が見られ、このころから用いられていたことが確認される。この時代はまだ武士の大鎧は形成されていない。
『中右記』には永久元年（1113年）、源重時の郎従が甲冑の上に流れ矢を防ぐための保侶という布をまとい、これを「一族の風」として習い、その甥・源重成の郎従達も久安3年（1147年）の合戦で身にまとい、人目を驚かせたという。12世紀中頃では、武士甲冑による集団（一門）が揃って保侶を身にまとうという行為は、まだ珍しかった。 吾妻鑑第18巻には、「建仁3年（1203年）9月9日，実朝公が初めて鎧を着し給わりし時，甲冑は母廬等を着する次第故事をさづけ奉った」の記述が登場する。
文永の役の際、紅の母衣をかけた肥後国の大将菊池二郎武房が蒙古人の首ふたつを太刀と長刀（なぎなた）の先に刺して持っていたという記録がある。武房は仲間の死体の中から起きあがってかろうじて生き延びたとあることから、かなりの混戦だったとみられるが、紅の母衣が確認できるあたり、ちぎられなかったとわかる。
15世紀末前後成立の『鴉鷺合戦物語』の「第八　母衣次第、正素嫡子七郎折檻、鵠越後守上洛之事」の条には母衣について詳しい記述があり、それによれば本式は紅であり、赤白の色もあり、これは陰陽の2色であるとし、白は老武者がかけるものと説明している。大きさについては「五幅五尺」、すなわち5尺の長さで約36cm幅の布を5枚縫合わせたもので「五大五仏」を表し、他に「八幅八尺」や「十幅一丈」（一丈は10尺）のものもあると記し、縫う糸についても口伝ありとする。その色から大きさ、製作まで信仰と密接に繋がっていたことがわかる。また陣中でかける母衣、合戦時にかける母衣、勝戦（かちいくさ）にかける母衣、歩立（かちだち）のかける母衣、討死が確定した状況でかける母衣と、状況によって使用する母衣は異なるとしている。『鴉鷺物語』が記述された15世紀時点では、紅・赤・白以外の色の記述は見られない。
上泉信綱伝の『訓閲集』（大江氏の兵法書を改良したもの）の巻十「実検」には、母衣をかけた武者の首は獄門にかけてはならず、仏法で母衣武者の首を何の配慮もなしに獄門にすれば、その首は成仏できないとの理由から扱いに気をつけるようにといった内容の記述があり、あえて討死にする際は母衣をつけたともあり、母衣で首を包むのが決まりとなっていた。つまり母衣を身に付けているのといないのでは、首の扱いに待遇差があった。

## 母衣衆
武士の組織化が進んだ戦国時代には、母衣は赤や黄など目立つ色で着色されており、敵味方からも識別しやすい母衣は大名の精鋭の武士や、本陣と前線部隊の間を行き来する使番に着用が許される名誉の軍装として使われることがあり、それら使番の集団を「母衣衆（幌衆）」と称した。次節で紹介する織田信長の母衣衆が特に有名である。織田氏の職制を参考にしたと思われるが、豊臣秀吉にも黄母衣衆や、赤母衣衆、腰母衣衆、大母衣衆などがあり、江戸時代の諸藩の中にも藤堂家や仙台伊達家などのように、軍制としての位置づけは形骸化しているが、側近を表す名誉職として母衣衆を置く藩があった。

### 織田信長の母衣衆
織田信長の軍には、馬廻から選抜された信長直属の使番である「黒母衣衆（くろほろしゅう）」と「赤母衣衆（あかほろしゅう）」があり、これはそれぞれ黒と赤に染め分けた母衣を背負わせたものであった。小瀬甫庵著の『信長記』によれば、これが制定されたのは永禄10年（1567年）のことであり、黒母衣衆は10名、赤母衣衆は9名で、以下の人物で構成されていたとある。しかし美濃国高木氏の古文書「高木文書」にはこのほかに、黒母衣衆に「平井久右衛門」と「伊東武兵衛」、赤母衣衆に「浅井新八」、「織田薩摩守」、「伊東清蔵」、「岩室長門守」、「山口飛騨守」、「佐脇藤八郎」、「長谷川橋介」、「渥美刑部丞」、「金森五郎八」、「加藤弥三郎」が任じられたとしており、山鹿素行著の『武家事紀』では、下記のように黒幌（衆）として13名、赤幌（衆）として17名が列挙されている。
信長の母衣衆は、地位としては黒母衣衆と赤母衣衆に格差はないようであるが、『菅利家卿語話』では、母衣衆ではなかった（秀吉家臣の）戸田勝成が前田利家に対して「赤母衣衆は、少し人の覚えも薄き様に申候」と言って、つまり黒母衣衆のほうが格上だったと話しており、メンバー的にも黒母衣衆がやや年上で、先に記されていることからも黒の方が上位と考えることはできる。両母衣衆の構成員の知行はばらばらであり、各個が動員できる軍事力には差があったはずだが、同じ母衣衆として扱われている。

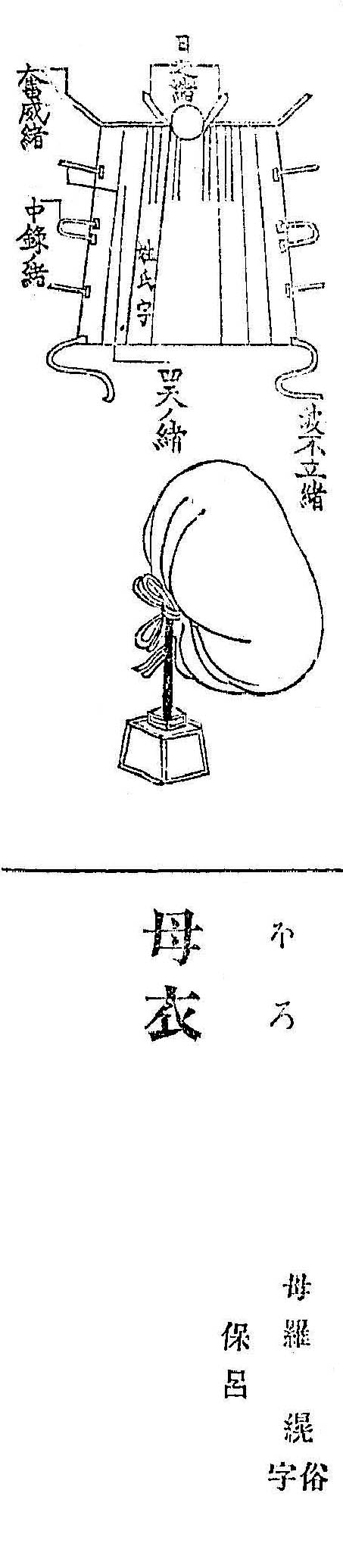
母衣の図。『和漢三才図会』より。

『信長記』による
黒母衣衆
- 佐々内蔵助（成政）
- 毛利新左衛門尉（新助）
- 河尻肥前守
- 生駒勝介[注 5]
- 水野帯刀左衛門
- 津田左馬允[注 6]
- 蜂屋兵庫頭（頼隆）
- 中河八郎右衛門尉[注 6]
- 中嶋主水正
- 松岡九郎次郎

赤母衣衆
- 織田越前守
- 前田又左衛門尉（利家）
- 飯尾隠岐守
- 福富平左衛門尉
- 原田備中守
- 黒田次右衛門尉
- 毛利河内守
- 野々村三十郎
- 猪子内匠助

『武家事紀』による
黒幌
- 河尻與兵衛尉（秀隆）
- 織田駿河守忠政（中川重政）[注 6]
- 佐々内蔵助（成政）
- 織田左馬允信重（津田盛月）[注 6]
- 毛利新介（良勝）
- 平手久右衛門尉
- 伊藤武兵衛尉
- 水野帯刀左衛門尉
- 松岡九郎次郎
- 生駒庄之助[注 5]
- 蜂屋兵庫頭
- 野村三十郎（野々村正成）
- 中島主水正

赤幌
- 前田又左衛門利家
- 浅井新八（政貞)
- 織田薩摩守忠頼（木下雅楽助）[注 6]
- 伊藤清蔵（伊東長久）
- 岩室長門守（重休）
- 山口飛騨守
- 佐脇藤八良之[注 7]
- 毛利河内守秀頼
- 飯尾茂助（尚清）
- 長谷川橋助
- 福富平左衛門尉（秀勝）
- 塙九郎左衛門尉（直政）
- 渥美刑部丞
- 金森五郎八長近
- 猪子次左衛門尉
- 織田越前守
- 加藤弥三郎

## 再現

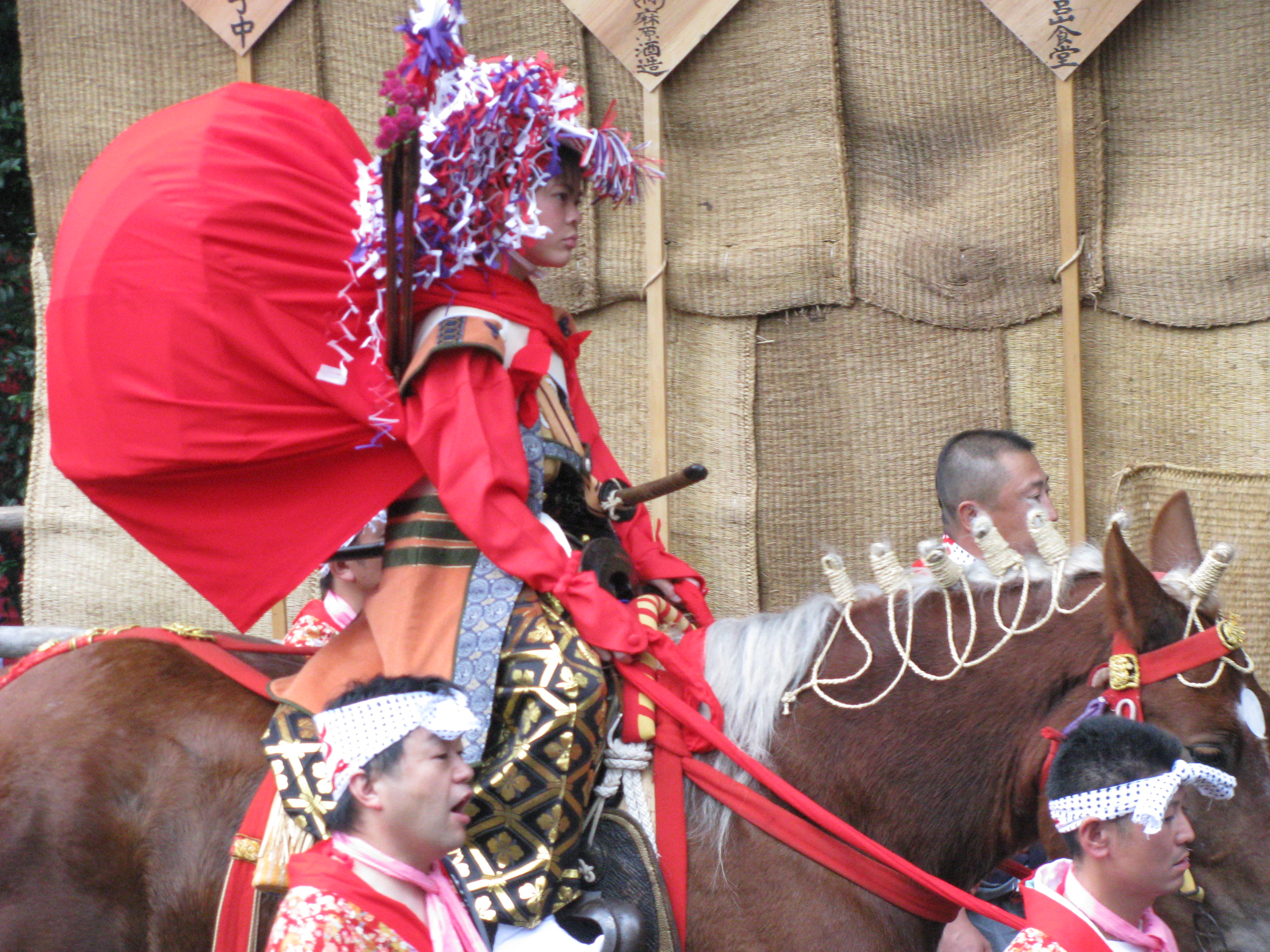
出雲伊波比神社の流鏑馬まつり

母衣（保呂）武者の装束は、金沢百万石まつり（赤母衣衆）や京都祇園祭、松江武者行列（赤母衣衆）などで披露されるほか、宮内庁では主馬班による古式馬術「母衣引」が伝承されている。
石川県金沢市の尾山神社境内には、背に母衣をつけ、十文字槍を掲げた馬上の前田利家像が建つ。利家は9人から成る赤母衣衆を率いたと言われる。
出雲伊波比神社の流鏑馬まつりでは、矢を射る3人の乗り子が神社に入る際、それぞれ白・紫・赤の母衣を身につける。
イギリスのテレビ番組『エンシェント・ディスカバーズ』が2009年12月放送の「Ancient Special Forces」の回において、母衣の効果について検証している。